# Vratislav Lokvenc
Vratislav Lokvenc (nascut el 27 de setembre de 1973 en Náchod) és un futbolista txec retirat, l'últim equip on va jugar va ser el FC Ingolstadt 04.